# Rxvt
rxvt (от англ. our extended virtual terminal) — это эмулятор терминала для X Window System, написанный Rob Nation и расширенный Mark Olesen, сопровождавшим его несколько лет. rxvt является расширенной версией эмулятора терминала xvt, разработанного John Bovey из Кентского университета. Название первоначально означало «Rob's xvt», но позднее стало означать «our xvt» (произносится как английские буквы r-x-v-t).

## Производные программы
- aterm (от rxvt 2.4.8)
- Eterm (от rxvt 2.21)
- mrxvt (от rxvt 2.7.11)
- urxvt (rxvt-unicode) (от rxvt 2.7.11)
- Wterm — это форк rxvt,[5], разработанный для NeXTSTEP-подобных оконных менеджеров, таких как Window Maker.[6]